# Ангелинас
Ангелинас (на гръцки: Αγγελίνας) е гръцки революционер от български произход, участник в Гръцката война за независимост.

## Биография
Ангелинас е роден в Леринско. При избухването на Гръцкото въстание в 1822 година участва в Негушкото въстание. Възложено му е да отбранява прохода Кирли дервент, където трябва да спре евентуалния преход на войски от Битоля към Негуш. След разгрома на въстанието в Македония заминава за Южна Гърция, където участва в много сражения. След това заминава за Крит, където се бори до края на войната.